# Jonatan Kopelev
Jonatan Kopelev, né le 1er octobre 1991, est un nageur israélien, pratiquant la discipline du dos.

## Carrière
Il remporte la médaille d'or du 50 m dos aux Championnats d'Europe 2012 à Debrecen, devenant le premier champion d'Europe israélien de natation.

## Palmarès

### Championnats d'Europe
- Championnats d'Europe de 2012 à Debrecen (Hongrie) :
  -  Médaille d'or du 50 mètres dos